# RTS Racing Team/Saison 2012
Dieser Artikel listet Erfolge und Fahrer des Radsportteams RTS Racing in der Saison 2012 auf.

## Erfolge in der UCI Asia Tour
In den Rennen der Saison 2012 der UCI Asia Tour gelangen die nachstehenden Erfolge.
| Datum  | Rennen                     | Kat. | Sieger       |
| ------ | -------------------------- | ---- | ------------ |
| 9. Mai | 2. Etappe Jelajah Malaysia | 2.2  | Jai Crawford |

## Platzierungen in UCI-Ranglisten
| UCI Continental Circuit | Platz |
| ----------------------- | ----- |
| UCI Asia Tour 2012      | 64    |
| UCI Europe Tour 2012    | 112   |

## Zugänge – Abgänge
| Zugänge                         | Team 2011                        | Abgänge                         | Team 2012               |
| ------------------------------- | -------------------------------- | ------------------------------- | ----------------------- |
| Han Yu Lin                      | Fuji-Cyclingtime.com             | Rico Rogers                     | Node 4-Giordana Racing  |
| Lee Rodgers                     | Fuji-Cyclingtime.com             | Eugen Wacker                    | Uzbekistan Suren Team   |
| Po Yu Chen                      | Giant Kenda Cycling Team         | Murodjon Xolmurodov             | Uzbekistan Suren Team   |
| Alex Coutts                     | Giant Kenda Cycling Team         | Shao Yung Chiang                | Unbekannt               |
| Gunnar Grönlund                 | Magnus Maximus Coffee.com (2009) | Fan Hsin Chu                    | Unbekannt               |
| Pei Tsun Chien                  | Neoprofi                         | Shih Chang Huang                | Unbekannt               |
| Alex Destribois                 | Neoprofi                         | Kuei Hsiang Peng                | Unbekannt               |
| Andrei Misurow (ab 29. April)   | Pro Team Astana                  | Ryan Sherlock                   | Unbekannt               |
| Sun Jae Jang (ab 25. September) | Team Neotel (2009)               | Yin Chih Wang                   | Unbekannt               |
| Tae Min Gong (ab 25. September) | Neoprofi                         | Sergei Kudenzow (bis 28. April) | Unbekannt               |
|                                 |                                  | Lee Rodgers (bis 31. Mai)       | CCN Cycling Team        |
|                                 |                                  | Jai Crawford (bis 31. Mai)      | Genesys Wealth Advisers |
|                                 |                                  | Andrei Misurow (bis 26. Juni)   | Amore & Vita            |

## Mannschaft
| Name             | Geburtstag         | Nationalität           |
| ---------------- | ------------------ | ---------------------- |
| Wei Kei Chang    | 14. Oktober 1985   | Chinesisch Taipeh      |
| Po Yu Chen       | 9. Januar 1992     | Chinesisch Taipeh      |
| Pei Tsun Chien   | 21. Mai 1988       | Chinesisch Taipeh      |
| Alex Coutts      | 25. September 1983 | Vereinigtes Königreich |
| Alex Destribois  | 3. Februar 1991    | Frankreich             |
| Tae Min Gong     | 9. Februar 1989    | Südkorea               |
| Gunnar Grönlund  | 26. September 1987 | Schweden               |
| Chin Lung Huang  | 17. Dezember 1988  | Chinesisch Taipeh      |
| Wang Chung Huang | 2. September 1990  | Chinesisch Taipeh      |
| Martyn Irvine    | 6. Juni 1985       | Irland                 |
| Sun Jae Jang     | 14. Dezember 1984  | Südkorea               |
| Han Yu Lin       | 7. Februar 1988    | Chinesisch Taipeh      |
| David McCann     | 17. März 1973      | Irland                 |
| Chia Hong Yang   | 6. April 1984      | Chinesisch Taipeh      |